# Bisdom Fukuoka
Het bisdom Fukuoka (Latijn: Dioecesis Fukuokaensis, Japans: カトリック福岡教区, katorikku Fukuoka kyōku) is een in Japan gelegen rooms-katholiek bisdom met zetel in de stad Fukuoka. Het bisdom behoort tot de kerkprovincie Nagasaki, en is, samen met de bisdommen Kagoshima, Naha en Oita suffragaan aan het aartsbisdom Nagasaki.
Het bisdom omvat de prefecturen Fukuoka, Saga en Kumamoto in het noordwesten van het eiland Kyushu.

## Geschiedenis
Het bisdom werd opgericht op 16 juli 1927 door paus Pius XI met de apostolische constitutie Catholicae Fidei. Op 27 mei 1928 verloor het een gedeelte van zijn grondgebied aan de nieuwe missio sui iuris Miyazaki.

## Bisschoppen van Fukuoka
- 1927-1930: Fernand-Jean-Joseph Thiry MEP
- 1931-1941: Albert Henri Charles Breton MEP
- 1944-1969: Dominic Senyemon Fukahori
- 1969-1990: Peter Saburo Hirata PSS
- 1990-2006: Joseph Hisajiro Matsunaga
- sinds 2008: Dominic Ryoji Miyahara

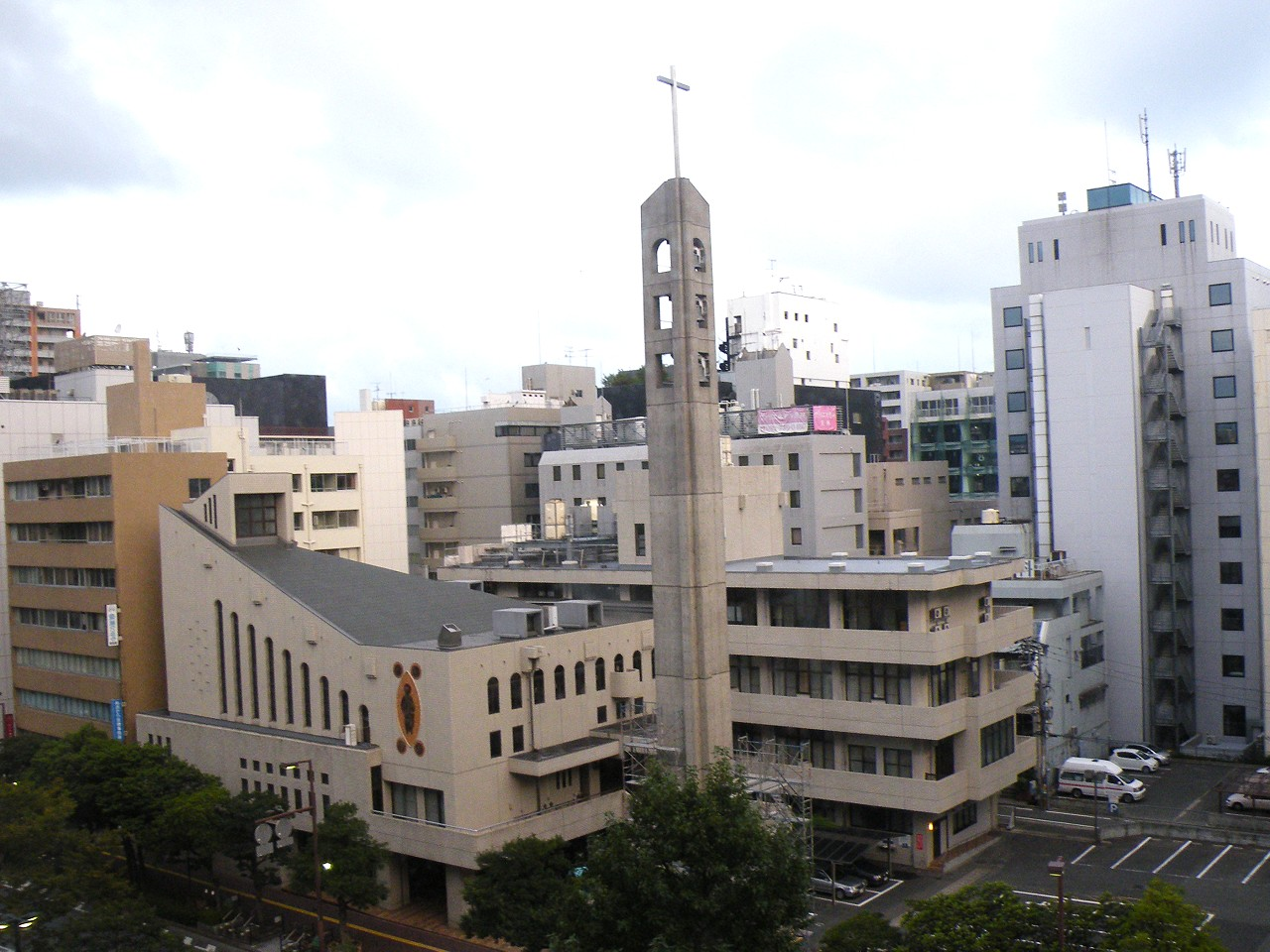
Kathedraal van Fukuoka